# Montella
Pour les articles homonymes, voir Montella (homonymie).
Montella est une commune italienne de la province d'Avellino, dans la région Campanie.

## Personnalités
- Giovanni Palatucci (1909-1945) : chef de la police fasciste, né à Montella
- Geno Auriemma (1954-) : entraîneur italo-américain de basket-ball, né à Montella
- Leonarda Cianciulli, née à Montella
- Aurelio Fierro (1923-2005), chanteur de la chanson napolitaine, et acteur

## Histoire

### Moyen Âge

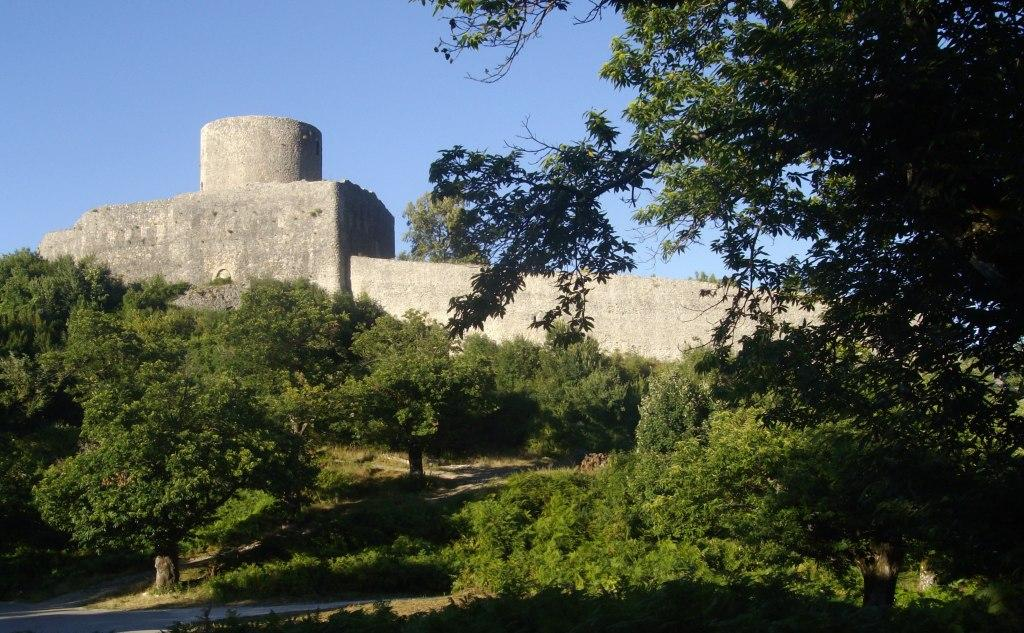
Le Castello del Monte (VIe siècle - XIIIe siècle).

À l'époque lombarde Montella était le siège d'un puissant gastald, à cause de sa situation stratégique entre la principauté de Bénévent et la principauté de Salerne. Le Castello del Monte (château de la Montagne) est donc pendant tout le Moyen Âge un point de garde d'importance.
La première mention écrite de Montella  est un jugement du duc de Bénévent, Arigis II, datant de 762 : in curta nostra que vocatur Montella.
Durant la domination normande et souabe, Montella, devenue comté, est le fief des seigneurs de Tivilla puis des seigneurs d'Aquin (de 1174 à 1293), dont  était membre saint Thomas d'Aquin. C'est dans cette famille également que naît Rinaldo d'Aquino (1227/28 – 1279/81), poète de l'école sicilienne. Thomas II d'Aquin était seigneur de ce fief, lorsqu'en 1222 saint François avec des frères franciscains fonde au retour de Saint-Michel du Mont-Gargan, un couvent dans la forêt de Folloni. Les frères qu'ils laissent doivent convertir les brigands qui infestaient la forêt de montagne. C'est ainsi que naît le couvent San Francesco a Folloni reconstruit ensuite à l'époque baroque. Il conserve de nombreuses œuvres d'art du XVe au XIXe siècle, comme le monument funéraire de Diego Cavaniglia de Jacopo della Pila de la fin du XVe siècle.
À l'époque du règne des Anjou, le Castello del Monte devint la propriété des princes de Tarente. Charles II d'Anjou fit du château son principal lieu de repos, et fit embellir le parc avec des fontaines, des plantes et des essences.

### Période aragonaise
Avec l'arrivée de la Maison d'Aragon, Montella passe aux comtes Cavaniglia, venus d'Espagne au royaume de Naples à la suite d'Alphonse V d'Aragon. Le pays connaît une période de spendeur. Le Castello del Monte accueille une partie de chasse mémorable à laquelle prend part le roi Alphonse le Magnanime. Sous la seigneurie de Troiano Cavaniglia, le palais est fréquenté par les académiciens pontaniens, de peintres et des hommes de lettres provenant de diverses parties du royaume. On raconte qu'à Montella Jacopo Sannazaro y a écrit son Arcadie, inspirée des monti Picentini.
Des nombreux témoignages de la seigneurie des Cavaniglia, le plus important est sans aucun doute le mausolée de Diego Cavaniglia, glorieux condottiere blessé à mort à la bataille d'Otrante contre les Turcs, œuvre du sculpteur Jacopo della Pila, conservée au couvent San Francesco.
Après les Cavaniglia, la famille de Tolfa devient la famille feudataire de l'endroit. En 1613, le noble génois Antonio Grimaldi acquiert le fief de Montella pour 47 400 ducats. En 1680, le fief devient la propriété du doge de Gênes, Francesco Maria Sauli, pour ensuite passer aux d'Oria. Le dernier seigneur de Montella fut le prince Marcantonio II d'Oria.

## Administration
| Période                                  | Période | Identité | Étiquette | Qualité |
| ---------------------------------------- | ------- | -------- | --------- | ------- |
|                                          |         |          |           |         |
| Les données manquantes sont à compléter. |         |          |           |         |

### Hameaux
Tagliabosco.

### Communes limitrophes
Acerno, Bagnoli Irpino, Cassano Irpino, Giffoni Valle Piana, Montemarano, Nusco, Serino, Volturara Irpina.